# Sahanpur
Sahanpur is een nagar panchayat (plaats) in het district Bijnor van de Indiase staat Uttar Pradesh. Het ligt ten noordwesten van de stad Najibabad.

## Demografie
Volgens de Indiase volkstelling van 2001 wonen er 18.349 mensen in Sahanpur, waarvan 52% mannelijk en 48% vrouwelijk is. De plaats heeft een alfabetiseringsgraad van 37%.